# Ciara Hanna

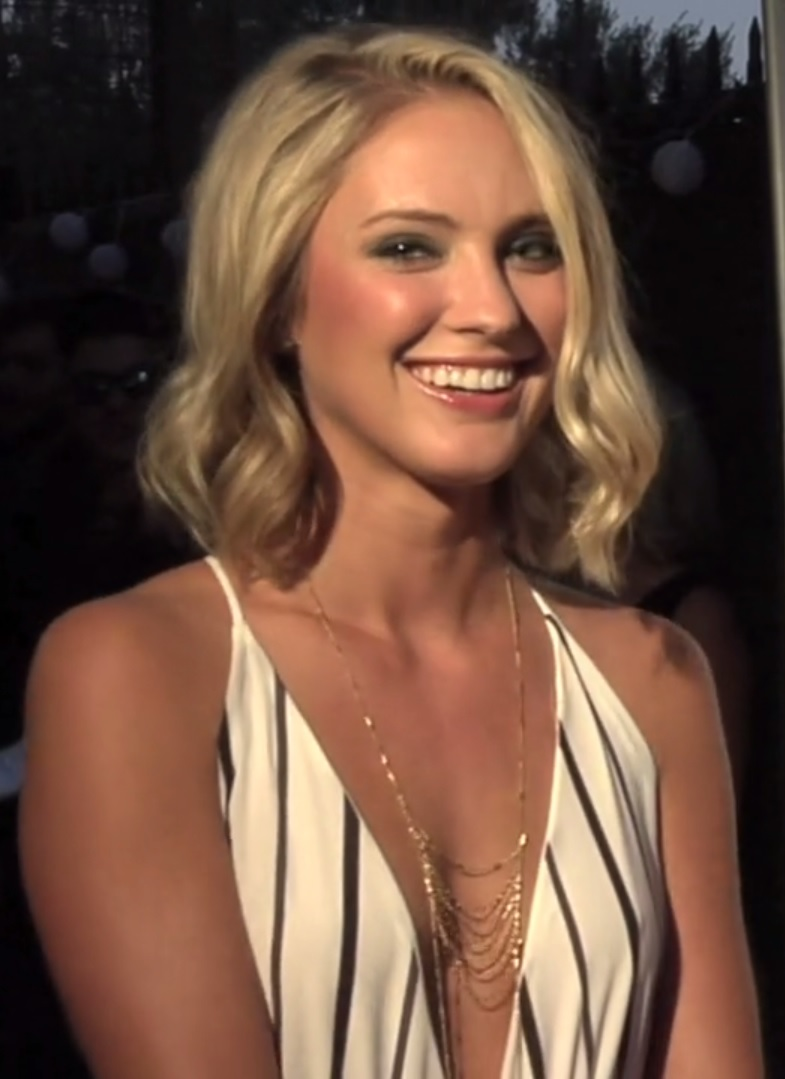
Ciara Hanna (2015)

Ciara Chantel Hanna (* 20. Januar 1991 in Orange, Orange County, Kalifornien) ist eine US-amerikanische Schauspielerin und Model.

## Leben
Ab ihrem achten Lebensjahr zog Hanna mit einer Gesangsgruppe durch Südkalifornien. Zwei Jahre später folgten erste Modelaufträge für Werbefilme. Hanna debütierte 2010 in einer Episodenrolle der Fernsehserie Jonas – Die Serie als Schauspielerin. In den nächsten Jahren folgten weitere Episodenrollen in verschiedenen Fernsehserien. Von 2010 bis 2011 verkörperte sie in Reich und Schön die Rolle der Summer. Sie konnte außerdem Nebenrollen in einigen Kurz- und Spielfilmen vorweisen. Von 2013 bis 2014 stellte sie in der Fernsehserie Power Rangers Megaforce die Rolle der Gia Moran, die gelbe Megaforce Rangerin, dar. Dieselbe Rolle übernahm sie auch in den Spielfilmen Power Rangers Megaforce: Ultimate Team Power und Power Rangers Super Megaforce: The Legendary Battle. 2018 war sie in ihrer Rolle der Gia Moran in zwei Kurzfilmen und einer Episode der Fernsehserie Power Rangers Ninja Steel erneut zu sehen.

## Filmografie
- 2010: Jonas – Die Serie (Jonas L.A.) (Fernsehserie, Episode 2x11)
- 2010: The Strip (Fernsehfilm)
- 2010–2011: Reich und Schön (The Bold and the Beautiful) (Fernsehserie, 19 Episoden)
- 2011: Just Off Rodeo (Kurzfilm)
- 2011: The Protector (Fernsehserie, Episode 1x02)
- 2011: Big Time Rush (Fernsehserie, Episode 2x22)
- 2012: Revenge (Fernsehserie, Episode 1x12)
- 2012: Camp Virginovich
- 2012: Project X
- 2012: iCarly (Fernsehserie, Episode 6x08)
- 2013: Power Rangers Megaforce: Ultimate Team Power
- 2013–2014: Power Rangers Megaforce (Fernsehserie, 42 Episoden)
- 2013: Work It (Fernsehserie, Episode 1x09)
- 2013: All American Christmas Carol
- 2014: Sam & Cat (Fernsehserie, Episode 1x30)
- 2014: Blood Lake: Attack of the Killer Lampreys (Fernsehfilm)
- 2014: New Girl (Fernsehserie, Episode 4x01)
- 2014: Pernicious
- 2014: Anger Management (Fernsehserie, Episode 2x80)
- 2015: It's Guys Night (Kurzfilm)
- 2015: Power Rangers Super Megaforce: The Legendary Battle
- 2015: The Unauthorized Melrose Place Story (Fernsehfilm)
- 2015: 210 Halloween Spook Stories (Kurzfilm)
- 2016: Hawaii Five-0 (Fernsehserie, Episode 6x22)
- 2016: #ThisIsCollege (Mini-Fernsehserie, 2 Episoden)
- 2016: The Standoff
- 2017: Limelight
- 2018: The Annoying Orange (Webserie, Episode 10x15, Sprecherrolle)
- 2018: Dino Mega Charge – Power Rangers Fan Film (Kurzfilm)
- 2018: Power Rangers Ninja Steel (Fernsehserie, Episode 2x10)
- 2018: Power Rangers Legacy Wars: Street Fighter Showdown (Kurzfilm)
- 2018: Coins (Kurzfilm)
- 2019: Devil's Revenge
- 2020: Party of Five (Fernsehserie, Episode 1x05)
- 2020: The Call
- 2020–2021: FraXtur (Fernsehserie, 8 Episoden)
- 2021: Stars Fell on Alabama
- 2022: Hank
- 2022: Sally Floss – Digital Detective
- 2022: The Bay (Fernsehserie, 4 Episoden)
- 2023: Stars Fell Again
- 2023: Child of Love (Fernsehfilm)
- 2023: How I Met Your Father (Fernsehserie, Episode 2x15)
- 2024: Great White Throne Judgment (Fernsehfilm)
- 2025: The Vortex
- 2025: Trapped in Her Dorm Room (Fernsehfilm)